# نیکولای روکاویشنیکوف
نیکولای روکاویشنیکوف (به انگلیسی: Nikolay Rukavishnikov) فضانورد اهل اتحاد شوروی است که در ۱۸ سپتامبر ۱۹۳۲ در تومسک زاده شد. وی در مأموریت‌های سایوز ۱۰، سایوز ۱۶ و سایوز ۳۳ حضور داشته است.